# Gijsbrecht Thijs (I)
Gijsbrecht Thijs (I) (Antwerpen, gedoopt op 20 januari 1617 - aldaar, 2 maart 1662) was een Zuid-Nederlandse kunstschilder uit de 17e eeuw.
Hij was de zoon van Artus Thys en Johanna Genoels en een neef van de schilder Peter Thijs (I). Na zijn terugkeer uit Italië trouwde hij op 20 januari 1652 in Antwerpen met Catharina Lodewijcx.
Gijsbrecht Thijs was voornamelijk in Antwerpen actief als schilder. In 1629 begon hij zijn opleiding bij Jacob van den Bemde als leerling in het Sint-Lucasgilde. In het gildejaar 1636/1637 werd hij vrijmeester. In 1650 reisde hij naar Rome, waar hij tot 1651 verbleef. Na zijn terugkeer was hij tot zijn overlijden in 1662 actief in Antwerpen.
Thijs hield zich bezig met historiestukken en landschappen. Volgens kunstenaarsbiografen zoals Cornelis de Bie en Arnold Houbraken stond Thijs bekend als portretschilder. Echter, de portretten die in het Nederlands Instituut voor Kunstgeschiedenis aan hem werden toegeschreven, zijn niet van zijn hand.